# Sikorsky R-4

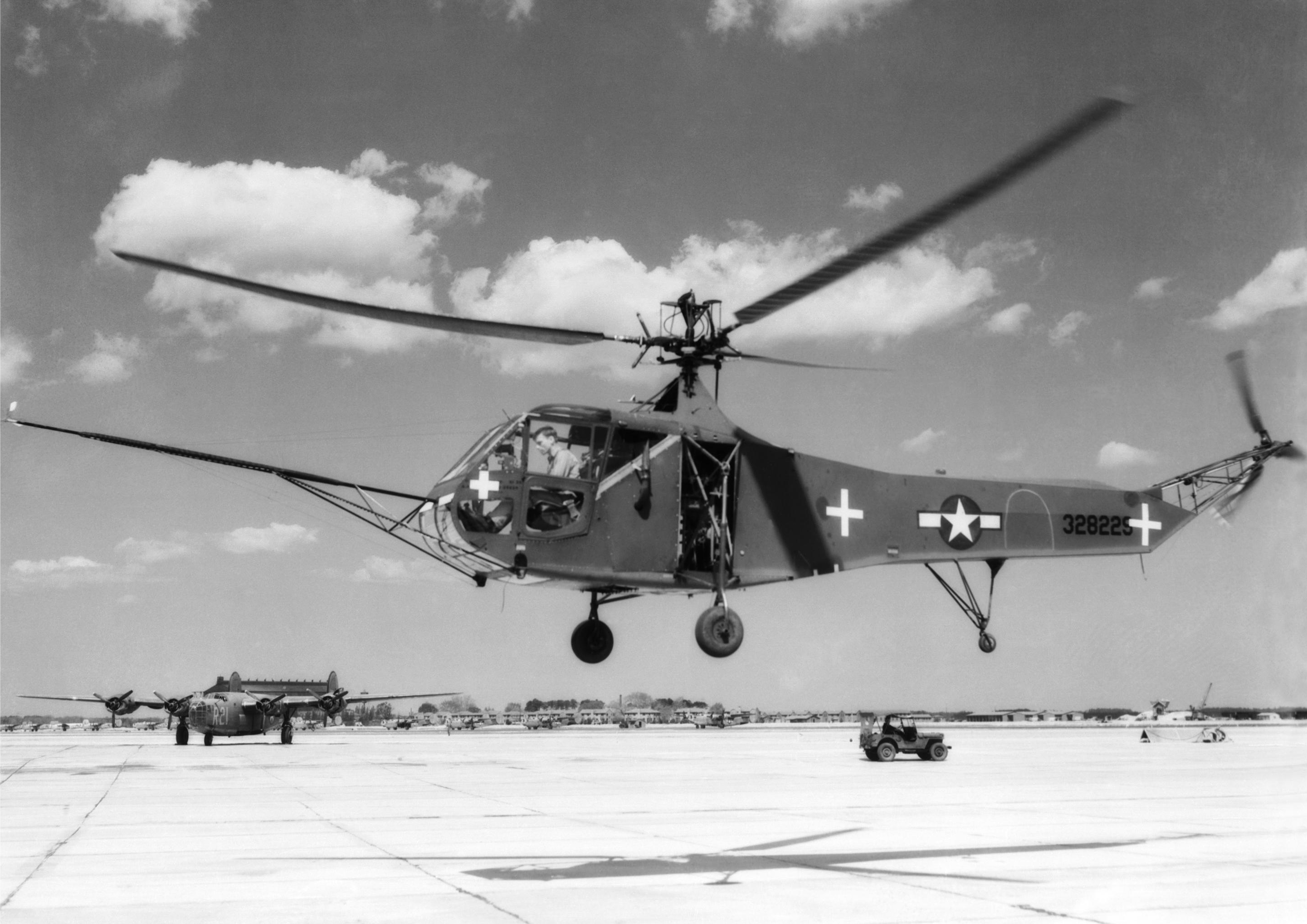
YR-4B.

Sikorsky R-4 byl prvním vrtulníkem, který byl využit vojensky v USAAF a zároveň prvním sériově vyráběným vrtulníkem větších rozměrů na světě.
Prototyp stroje VS-300 postavil konstruktér Igor Sikorskij, emigrant ruského původu. Na jaře roku 1941 byl objednán pokusný typ XR-4, který měl motor o výkonu 110 kW. První zkoušky proběhly v lednu 1942, pak bylo objednáno prvních 30 předsériových helikoptér. Ty byly zkoušeny v obtížných a extrémních podmínkách Barmy a Aljašky. Na jejich podkladě byly do strojů instalovány motory R-500-3 o výkonu 123 kW a nový typ vrtule. V květnu 1943 probíhaly zkoušky na moři, kdy vrtulník vzlétal a přistával na plovoucí lodi.
Stroje převzaté americkým námořnictvem dostaly název HNS-1. Počátkem roku 1944 se vrtulníky účastnily prvních akcí, kdy byly použity k záchraně raněných a evakuaci vojáků z havarovaného letadla. Roku 1944 byla uzavřena smlouva na dodávku 100 kusů helikoptér s motory Warner R-550-3 o výkonu 149 kW. Celkem bylo vyrobeno 131 kusů všech verzí, z toho značná část byla dodána do Velké Británie. Byl to první vrtulník nasazený v Královském letectvu (RAF), dostal označení Hoverfly.

## Specifikace (R-4B)

### Technické údaje
- Posádka: 1 pilot
- Kapacita: 1 pasažér
- Průměr nosného rotoru: 11,58 m
- Délka:[pozn. 1] 10,2 m
- Výška:[pozn. 2] 3,8 m
- Prázdná hmotnost:[pozn. 3] 952 kg
- Vzletová hmotnost: 1 170 kg
- Pohonná jednotka: Warner R-550-3 Super Scarab
  - Výkon motoru: 149 kW (200 hp)

### Výkony
- Maximální rychlost: 120 km/h
- Cestovní rychlost: 105 km/h
- Dostup: 2 400 m

## Galerie

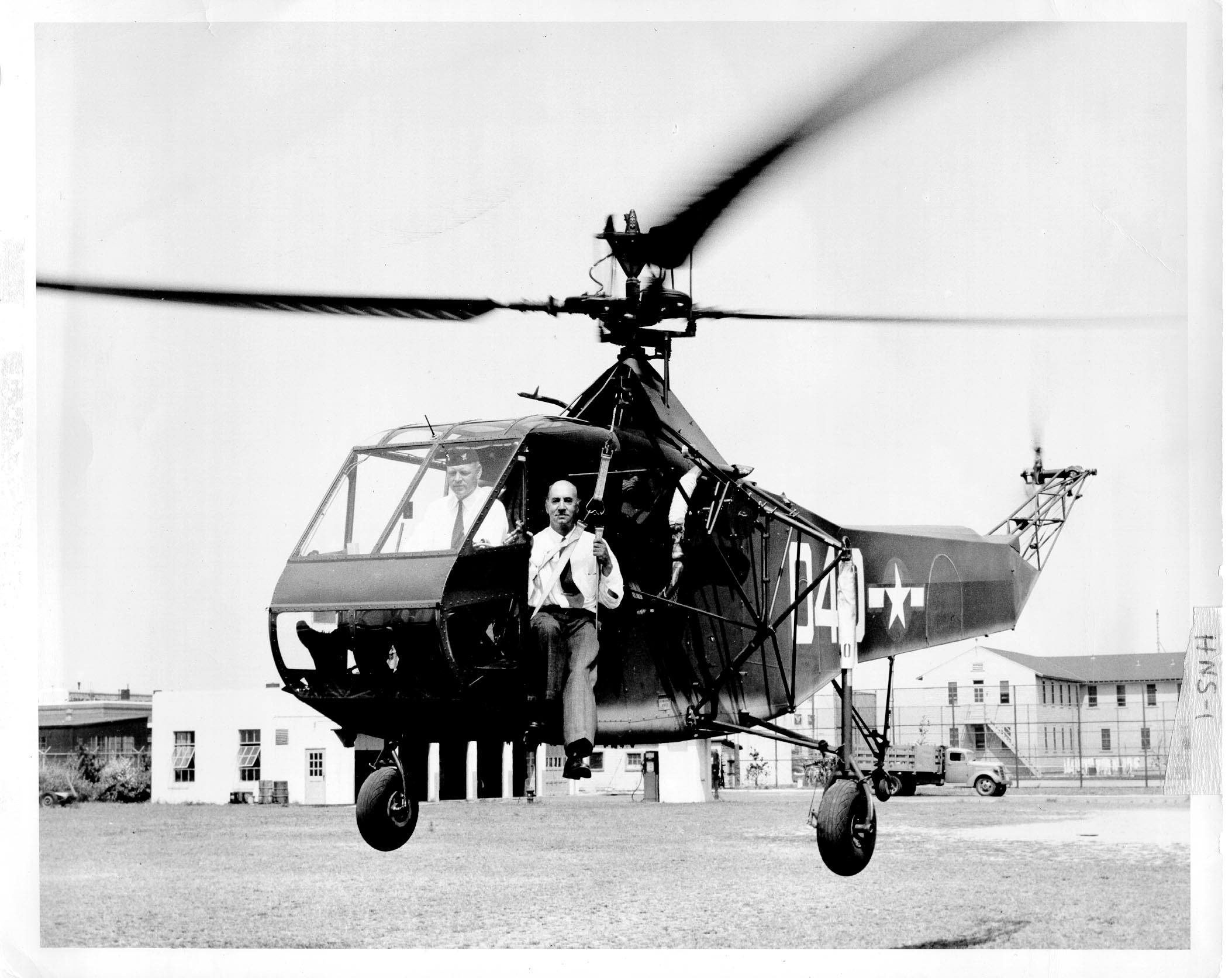
Comdr. Frank A. Erickson, USCG & Dr. Igor Sikorsky, vrtulník Sikorsky HNS-1 C.G. 39040.
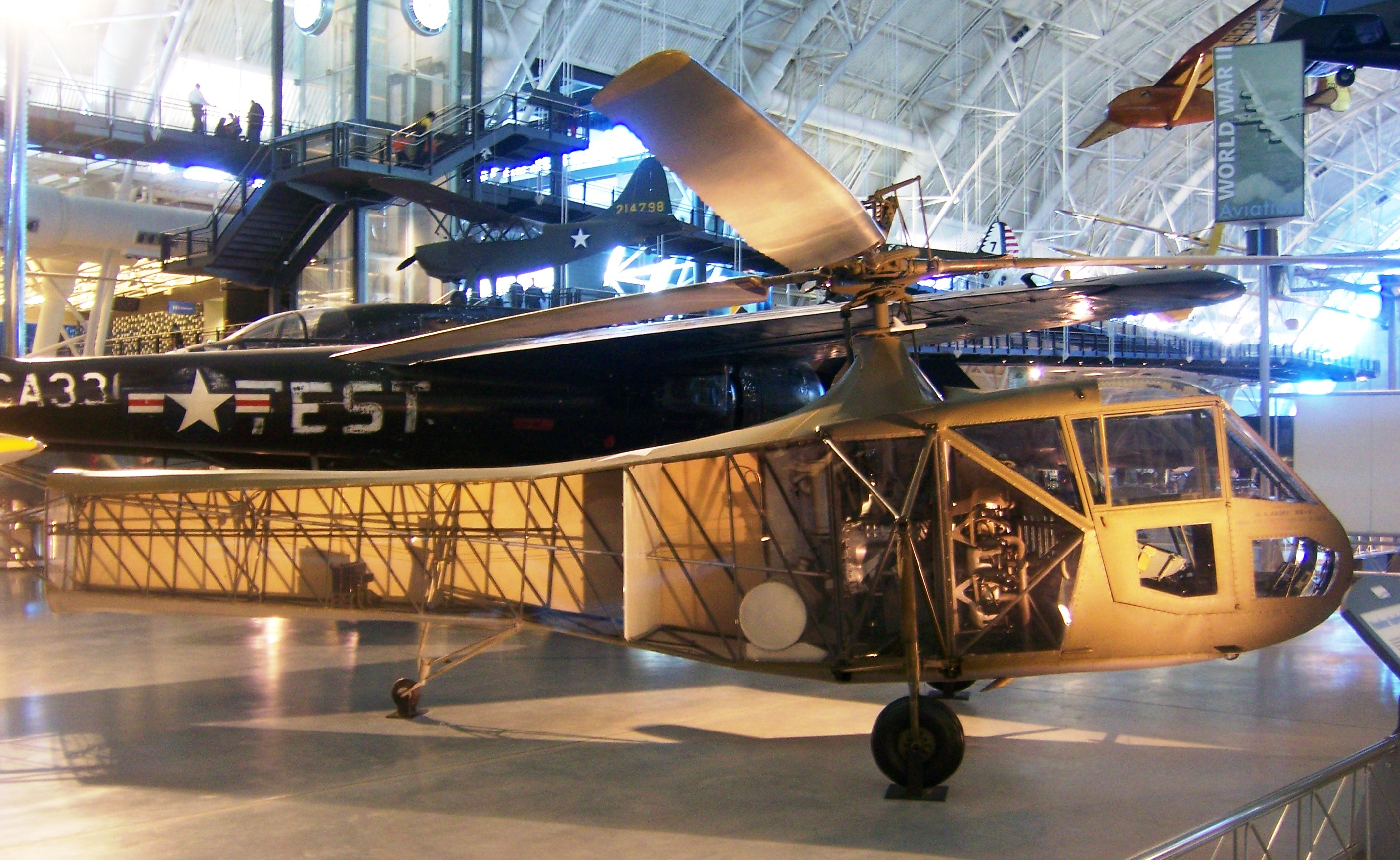
Vought-Sikorsky XR-4C, Steven F. Udvar-Hazy Center.
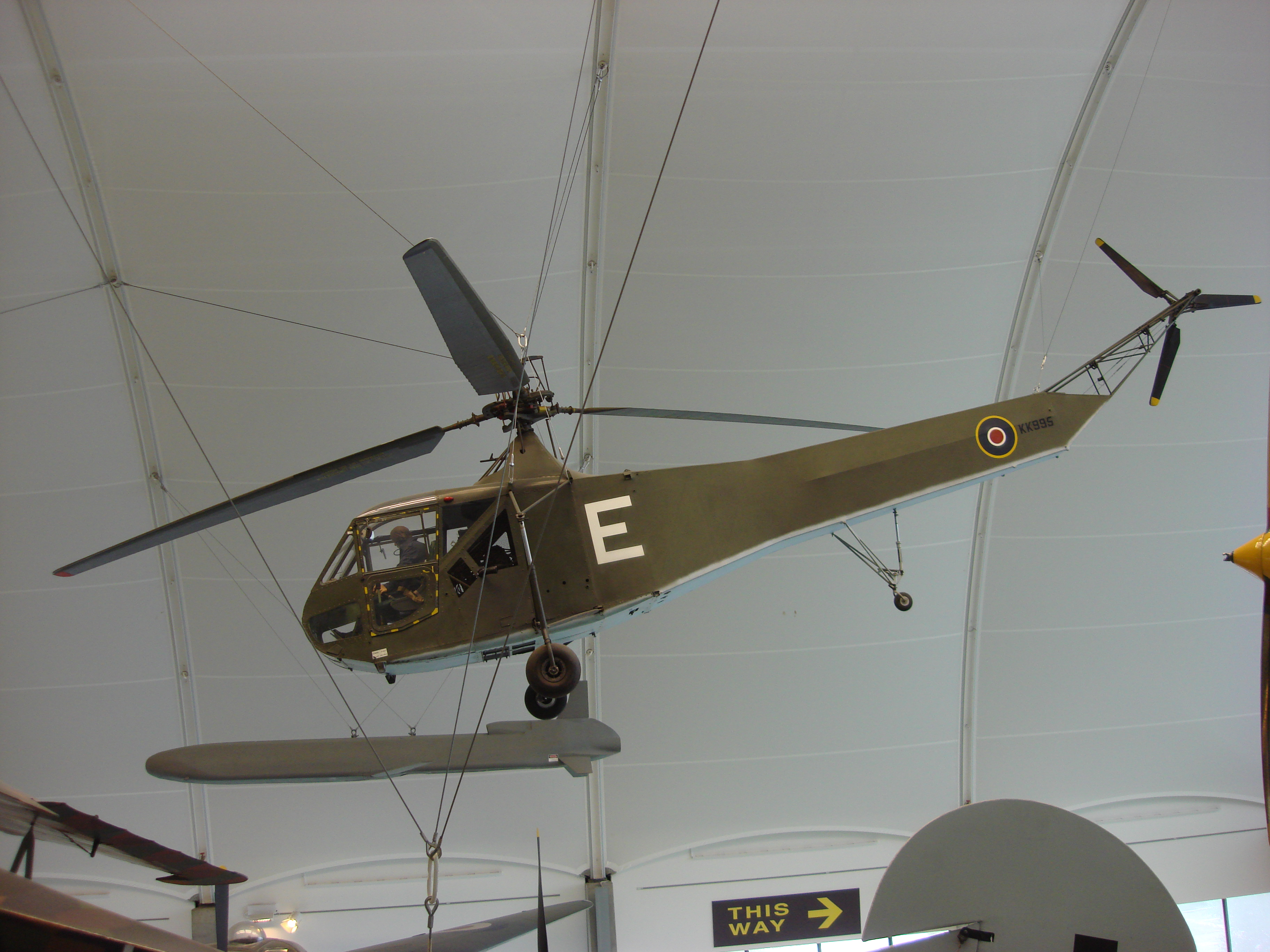
Sikorsky Hoverfly v muzeu RAF.
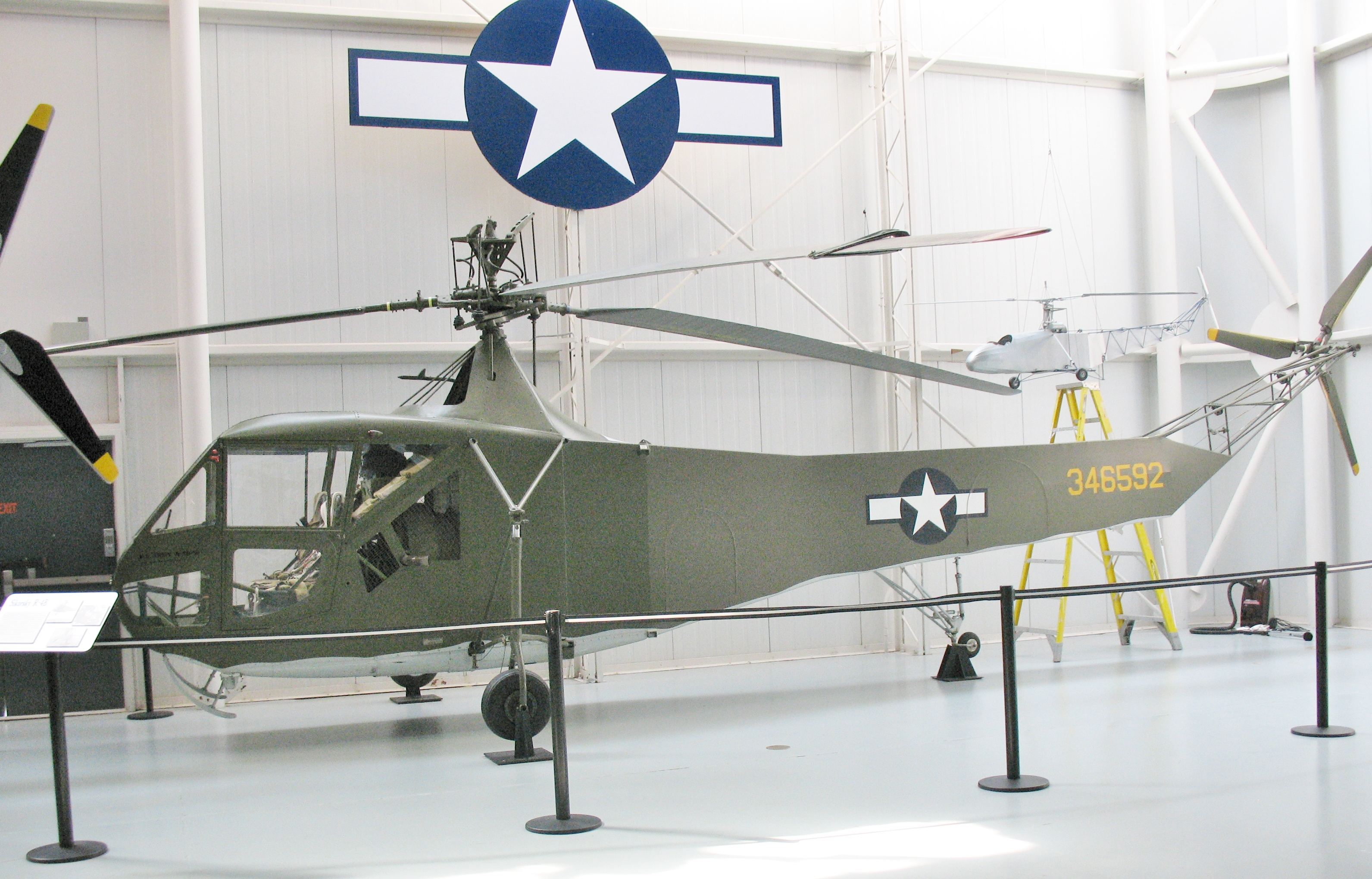
R-4B Hoverfly, US Army Aviation Museum.
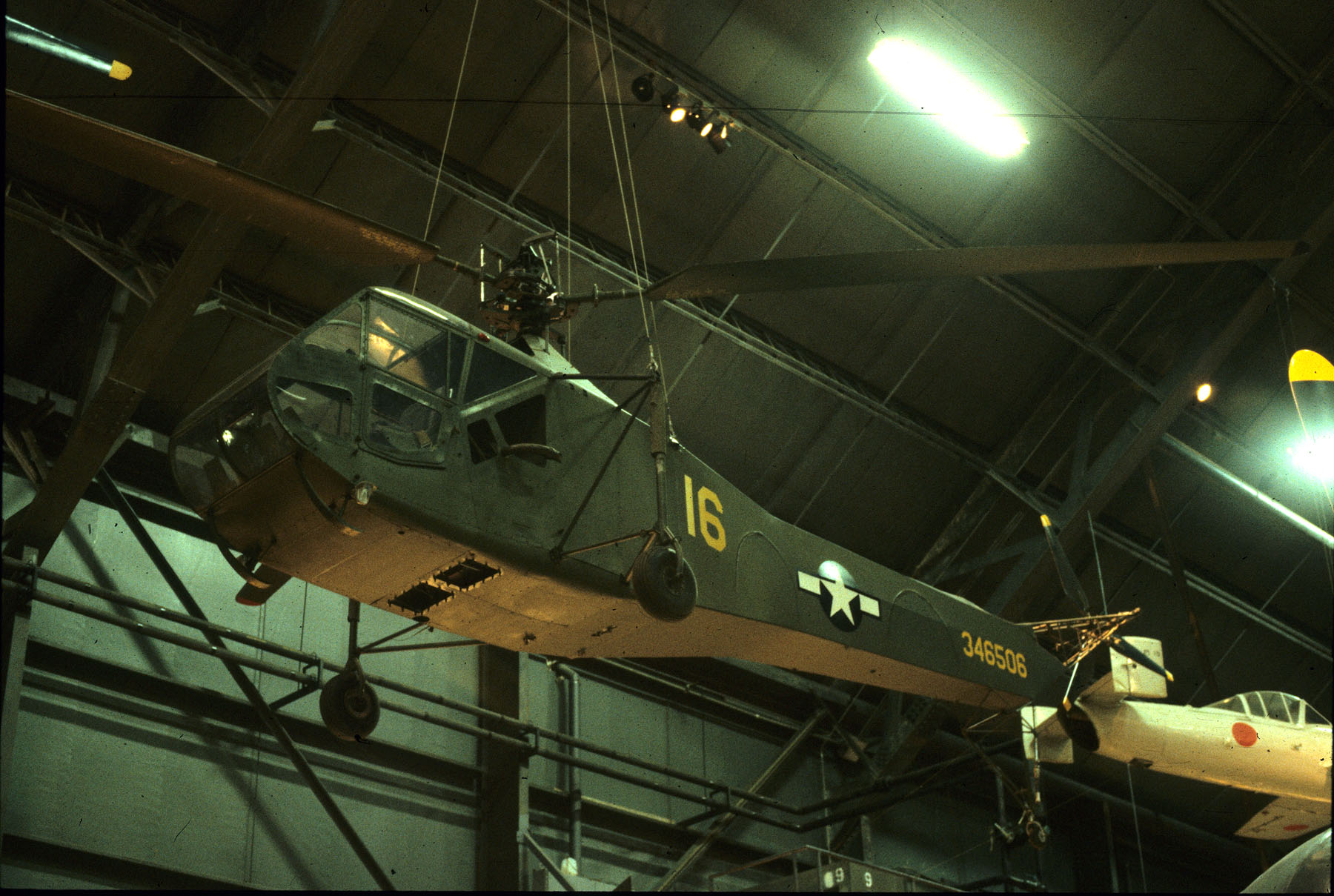
US Air Force Museum.